# Very Large Array

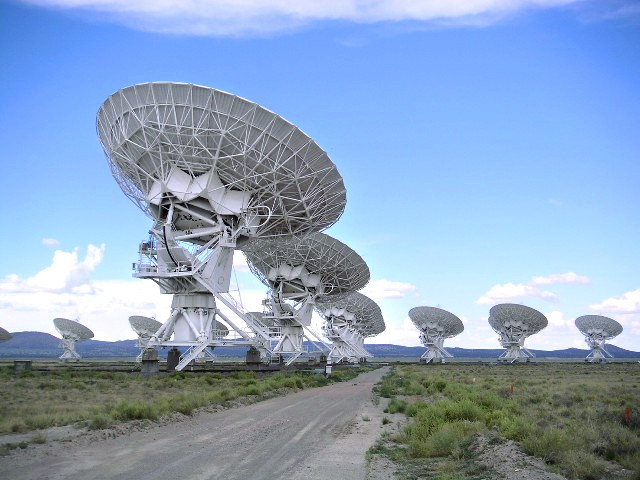
En bild på Very Large Array.

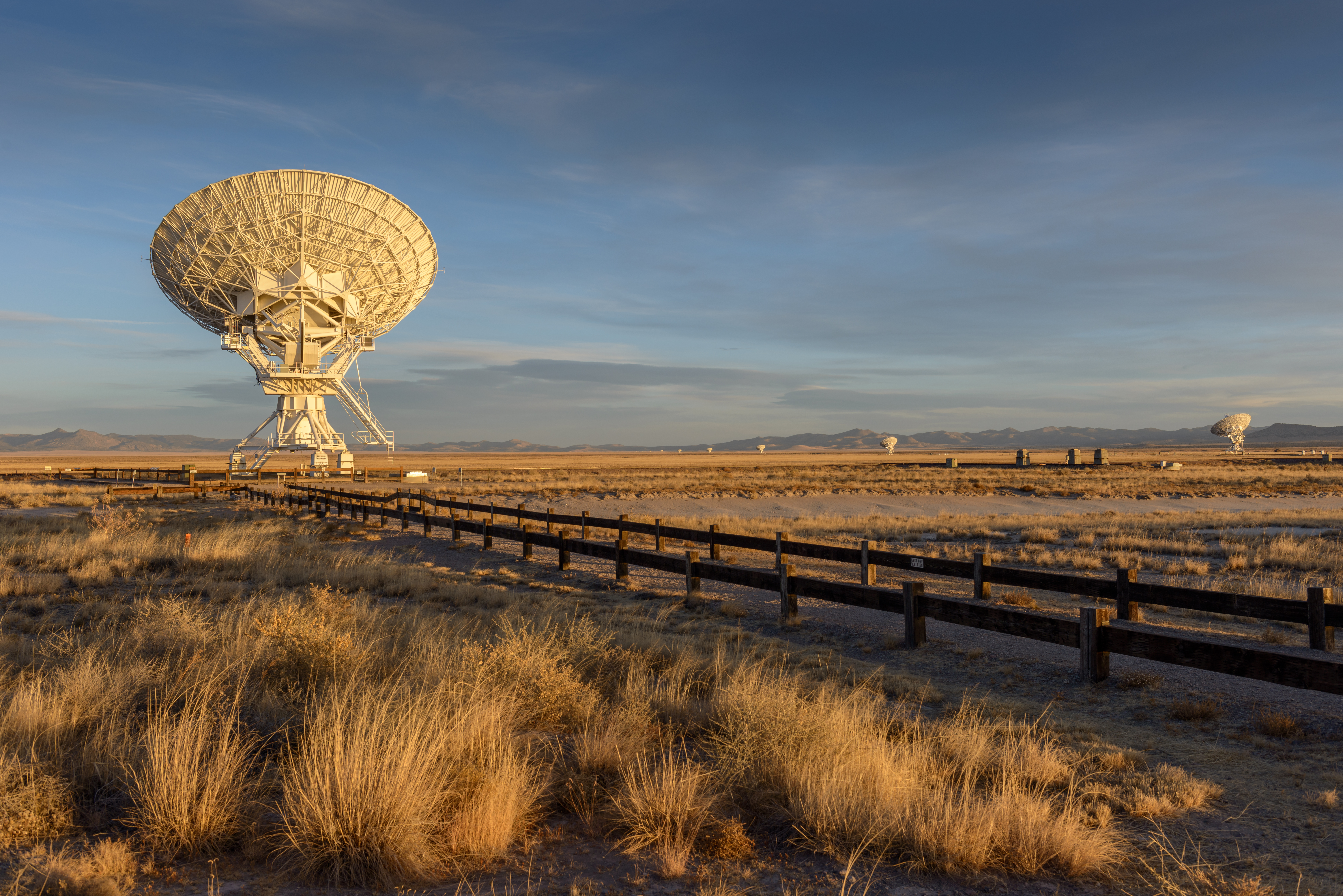
Very Large Array.

Very Large Array (VLA) är ett radioteleskopiskt observatorium som ligger på San Agustin-slätten i New Mexico, 80 km väster om Socorro, på 2 100 meters höjd över havet. Observatoriet har 27 stycken gigantiska parabolteleskop. Parabolteleskopen är uppställda i en Y-formad matris, synkroniserade för att fungera som en interferometer. Detta innebär att signalerna från parabolerna mixas, och hela matrisen fungerar som ett enda teleskop.
Varje parabol är 25 m i diameter, väger drygt 200 ton och är monterad på dubbla järnvägsspår. Järnvägen utgör den Y-formade matrisen, och består av tre armar med nio paraboler på varje, där varje arm är 21 km lång. Detta gör att matrisens radie kan ändras för att fokusera på olika våglängdsband.

## Uppgradering
Very Large Array byggdes åren 1973-1980. År 2011 slutfördes en stor uppgradering där all 1970-talselektronik ersattes med ny elektronik vilket expanderade VLA:s kapacitet upp till 8 000 gånger. I samband med detta fick VLA det nya officiella namnet Karl G. Jansky Very Large Array.

## Populärkultur
- Filmen Kontakt utspelar sig till stor del vid VLA.
- I filmen Terminator Salvation från 2009 är VLA en plats för Skynets facilitet där de experimenterar med mänskliga fångar med målet att ge den nya Terminator T-800 biologiska komponenter.